# Cuckmere Haven

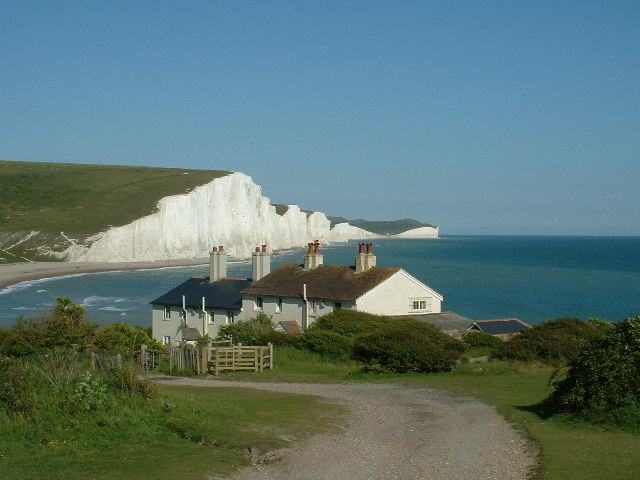
Seven Sisters con Cuckmere Haven e il Cottage

Cuckmere Haven è un estuario in prossimità delle Seven Sisters, in Sussex, Inghilterra, dove finisce il fiume Cuckmere. L'area include i paesi di Exceat e Foxhole (dove c'è un campeggio) ed è vicino alla foresta di Friston e alle città di Eastbourne e Seaford. 
Durante la seconda guerra mondiale i tedeschi progettavano di sbarcarvi per un'invasione. Alcuni bunker costruiti in quel periodo sono tuttora visibili.
Cuckmere Haven funse da location per il Film Robin Hood - Principe dei ladri. Anche alcune scene di Harry Potter e il calice di fuoco e di Espiazione furono girate qui. 

## Specie locali

### Uccelli
- Beccaccia di mare
- Volpoca
- Pettegola
- Taccola
- Corvo comune
- Cornacchia
- Tuffetto
- Gazza
- Gallo
- Oca del Canadà
- Fulmaro
- Gabbiano reale nordico
- Garzetta
- Airone cenerino
- Gabbiano comune
- Colombaccio
- Germano reale
- Cigno reale
- Rondine
- Topino
- Cormorano

### Mammiferi
- Pecora
- Bovino (domestico)
- Cavallo (domestico)
- Coniglio